# Sarangi

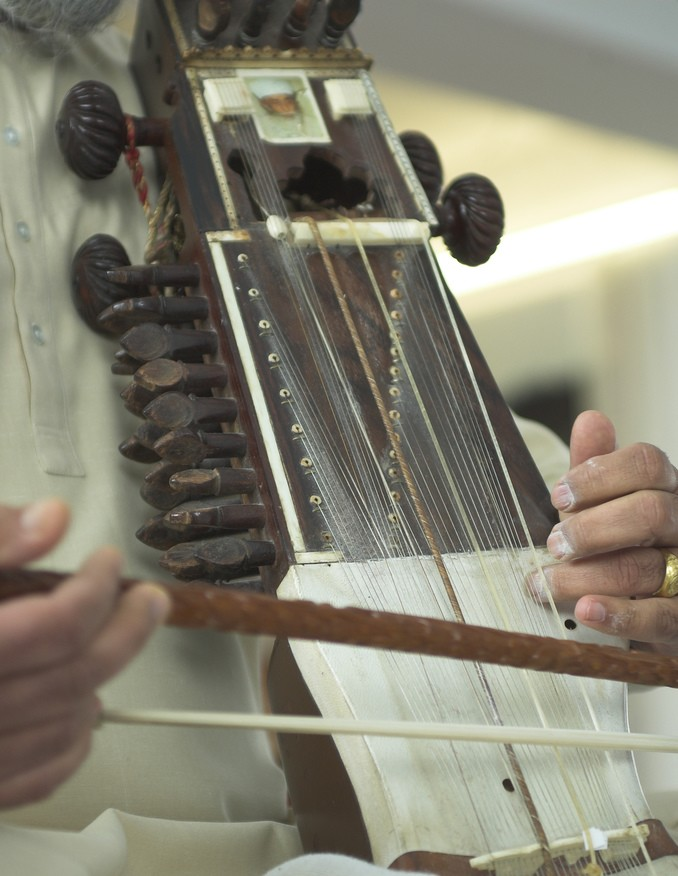
Un sarangui en 2007.

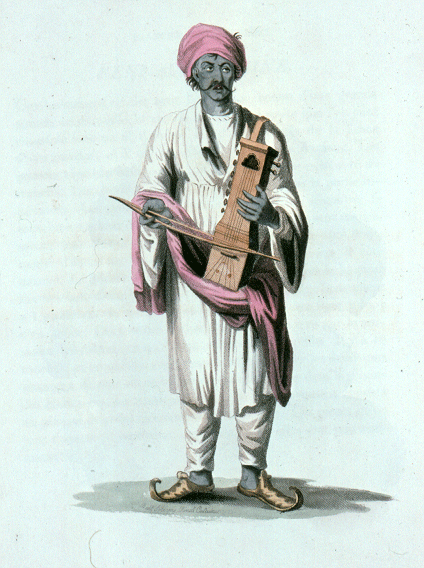
Un hombre tocando el sarangui (1807).

El sarangui (en inglés sarangi) es un instrumento de cuerda frotada, conformado por un cuerpo de madera donde salen tres cuerdas que son tocadas con un arco. Su estructura asemeja a una versión primaria de un violín. Al igual que otros instrumentos de cuerda de India, posee, además de las tres frotadas, una veintena de cuerdas de alambre que vibran por simpatía produciendo un encantador y colorido sonido, rico en armónicos (de ahí su nombre: sa-ranga significa ‘con colores’).
Es uno de los principales instrumentos utilizados en la música india, y es muy popular en zonas rurales de la India, Nepal, Bután y Bangladés.